# Ptiliogonys
Genre
Le genre Ptiliogonys, (anciennement Ptilogonys), comprend 2 espèces de ptilogons, passereaux de la famille des Ptiliogonatidae.

## Taxinomie
Ce genre a originellement été décrit par Swainson sous le nom de Ptiliogonys. Les ornithologues avaient adopté, contrairement aux règles taxinomiques, le nom Ptilogonys. En 2013, dans sa classification de référence 3.5, le Congrès ornithologique international revient à l'orthographe originelle.

### Liste des espèces
D'après la classification de référence (version 3.5, 2013) du Congrès ornithologique international (ordre phylogénique) :
- Ptiliogonys cinereus – Ptilogon cendré
- Ptiliogonys caudatus – Ptilogon à longue queue